# Oddvar Berrefjord
Oddvar Berrefjord (* 20. März 1918 in Vardø, Fylke Finnmark; † 25. November 1999) 
war ein norwegischer Jurist, Polizist und Politiker der Arbeiderpartiet, der zwischen 1971 und 1972 sowie erneut von 1980 bis 1981 Minister für Justiz- und Polizei war. Darüber hinaus war er zwölf Jahre lang von 1976 bis 1988 Regierungspräsident (Fylkesmann) der Provinz Telemark. 

## Leben

### Jurist, Kommunalpolitiker und Vize-Mitglied des Storting
Berrefjord, Sohn des Bezirksleiters der staatlichen Telefongesellschaft Televerket Peder Marius Berrefjord und dessen Ehefrau Astrid Tharis, begann nach dem Schulbesuch 1936 ein Studium der Rechtswissenschaften, das er 1941 als Candidatus juris (Cand. jur.) abschloss. Nach dem anschließenden Vorbereitungsdienst erhielt er 1942 seine Zulassung als Rechtsanwalt, nahm aber kurz danach noch 1942 eine Tätigkeit als Bevollmächtigter bei der während der deutschen Besatzung Norwegens zwischen 1941 und 1945 bestehenden Preis- und Rationalisierungspolizei (Pris- og rasjonaliseringspolitiet) auf.
Nach Ende des Zweiten Weltkrieges war Berrefjord von 1945 bis 1947 erst Polizeibevollmächtigter von Skien sowie anschließend für einige Zeit Staatsanwalt für Hochverratsverfahren in den Fylkes Telemark und Vestfold, ehe er 1948 Polizeibevollmächtigter im Fylke Telemark wurde. In der Nachkriegszeit begann er auch seine politische Laufbahn der Kommunalpolitik und vertrat die Arbeiderpartiet zwischen 1945 und 1959 erstmals als Mitglied im Gemeinderat von Skien.
Nach dem Besuch des Höheren Polizeikurses (Politiembetsmannskurs) wurde er 1951 Polizeiadjutant im Fylke Telemark und war dort bis 1960 tätig. Im Anschluss bekleidete er zwischen 1960 und 1967 die Funktion als Staatsanwalt für die Fylkes Vestfold, Telemark und Aust-Agder. Er war zudem zwischen 1963 und 1968 Vorsitzender der Arbeiderpartiet im Fylke Telemark sowie zugleich von 1963 bis 1979 Mitglied des Landesvorstandes der Ap. Zugleich war er zwischen 1963 und 1967 erneut Mitglied des Gemeinderates von Skien sowie danach von 1967 bis 1971 Vize-Gemeindevorsteher von Skien und auch Mitglied im Provinzparlament (Fylkesting) von Telemark.
Bei der Wahl vom 13. September 1965 wurde er für die Arbeiderpartiet (Ap) im Fylke Telemark erstmals zum Vize-Mitglied des Storting gewählt und bekleidete diese Funktion bis zur Wahl am 8. September 1969. 
1967 wurde Berrefjord Richter am Berufungsgericht Agder (Agder lagmannsrett) und wirkte dort zunächst bis 1971. Daneben fungierte er seit 1964 als Vorsitzender der Aufsichtsbehörde für das Weinmonopol (Vinmonopolet) in Skien.

### Minister und Fylkesmann
Am 17. März 1971 wurde er von Ministerpräsident Trygve Bratteli als Minister für Justiz und Polizei (Justis- og Politiminister) in dessen erste Regierung berufen, der er bis zum Ende von Brattelis Amtszeit am 18. Oktober 1972 angehörte. Nach seinem Ausscheiden aus der Regierung nahm er 1972 seine Tätigkeit als Richter am Berufungsgericht Agder wieder auf und war dort bis 1976 tätig.
Bei der Wahl vom 10. September 1973 wurde er für die Ap im Fylke Telemark erneut zum Vize-Mitglied des Storting gewählt und bekleidete diese Funktion bis zur Wahl am 12. September 1977. Nachdem er zwischen 1974 und 1975 Vorstandsvorsitzender des Versicherers Norges Brannkasse war, fungierte er zwischen 1976 und 1984 als Vize-Vorsitzender von deren Vorstand.
1976 wurde Berrefjord Nachfolger von Olav Haukvik als Regierungspräsident (Fylkesmann) der Provinz Telemark und bekleidete dieses Amt zwölf Jahre lang bis zu seiner Ablösung durch Kjell Bohlin 1988. Zugleich war er von 1976 bis 1980 Vorsitzender des Kanalausschusses für die Kanäle Bandak-Norsjø und Norsjø-Skien und zwischen 1978 und 1981 Richter am Arbeitsgericht (Arbeidsretten).
In der Regierung von Ministerpräsident Odvar Nordli wurde er bei einer Kabinettsumbildung am 3. Oktober 1980 als Nachfolger von Andreas Zeier Cappelen erneut Minister für Justiz und Polizei und bekleidete dieses Ministeramt bis zum Ende der Amtszeit von Nordli am 4. Februar 1981. Gleichzeitig fungierte er von 1980 bis 1981 als Vorsitzender des Interministeriellen Polarausschusses der Regierung.
Nach seinem Ausscheiden aus der Regierung bekleidete der angesehene Jurist zwischen 1981 und 1983 auch die Funktion als Vorsitzender des Ausschusses zur Überarbeitung des Lachs- und Binnenfischereirechts. Für seine langjährigen Verdienste wurde ihm 1982 die Kong Olav Vs jubileumsmedalje 1957–1982 verliehen. Des Weiteren war er von 1984 bis 1987 stellvertretender Vorstandsvorsitzender der Versicherungsgesellschaft UNI Forsikring und seit 1988 auch Vize-Vorstandsvorsitzender der Tageszeitung Telemark Arbeiderblad.